# أبطال الأمل
أبطال الأمل: بطولة الإكس مان هو كتاب قصص مصورة لشركة مارفل، صدر عام 1985 لزيادة الوعي عن الجوع في إفريقيا. ذهبت عائدات الكتاب إلى لجنة خدمة الأصدقاء الأمريكية، بصفتها مختصة في الإغاثة والتعافي من المجاعة الأفريقية. نُشر الكتاب على شكل كوميك جام (وصلة خارجية) (بالإنجليزية: Comic Jam) مربى القصص المصورة أو إكسكيوزت كوربس (بالإنجليزية: Exquisite corpse) تجميع لصور وكلمات. تضمَن الكتاب عددًا من جميع النجوم المبدعين الهزليين، إضافةً إلى عدد قليل من المؤلفين البارزين غير المختصين في صناعة الكتب المصورة، مثل ستيفن كينج، وجورج ر. ر. مارتن، وإدوارد براينت. وشَهِدت مبكرًا أيضًا، عملًا مصورًا لمارفل لِآلان مور خارج نطاق عمله لصالح القصص المصورة البريطانية لمارفل (وصلة خارجية).
تميز «أبطال الأمل» ببعض الفنانين والكُتاب المميزين والرسامين بالحبر وبالرصاص، أمثال ستان لي، وجون بوسيما، وستيفن كينج، وبيرني رايتسون، ومور، وريتشارد كوربن، وهارلان إليسون، وفرانك ميلر، وبيل سينكيويكز، ومايك بارون، وستيف رود، وهوارد تشيكين، ووالت سيمونسون، ويجتمع فيها جون بيرن وتيري أوستن في «إكس مان».
ذكرت مجلة سبيك إيزي (بالإنجليزية: Speakeasy) أن مجموعة القصص المصورة «أبطال الأمل» قد جنت أرباحًا بقيمة مئة وخمسين ألف دولارًا لصالح لجنة خدمة الأصدقاء الأمريكية.

## تاريخ النشر
جاء أبطال الأمل ردًا على المجاعة المدمرة التي حدثت في إثيوبيا بين عامي 1983 و1985. تجلى العمل بروح جامعي التبرعات من الحفلات الموسيقية مثل حفلة «هل يعرفون أنه عيد الميلاد؟» لِفرقة باند إيد (بالإنجليزية: Band Aid)، وألبوم «نحن العالم» لِفرقة الولايات المتحدة الأمريكية من أجل إفريقيا (بالإنجليزية: USA for Africa)، وحفلات ليف أيد (بالإنجليزية: Live Aid) الموسيقية.
وصف رئيس تحرير كتب القصص المصورة لِمارفل جيم شوتر نشأة المشروع كالآتي:
في إحدى الليالي، قبل بضعة أشهر، اتصل بي الفنان جيم ستارلين في المنزل ليعرض علي فكرة اقترحها عليه صديقه وزميله الفنان بيرني رايتسون؛ أن تنشر مارفل عددًا خاصًا من «إكس مان»، وهو كتاب مفيد للإغاثة من المجاعة الأفريقية. أراد جيم وبيرني تأليف الكتاب على شكل جام (بالإنجليزية: Jam) مجلة قصص مصورة، وبمساهمة العديد من الفنانين والكتاب مما سيمكننا من جمع جيش صغير من المواهب المتميزة معًا في المشروع، مما يجعله حدثًا معتبرًا، أعتقد أنها كانت فكرة عظيمة. في صباح اليوم التالي، عرضتها على الناشر مايك هوبسون والرئيس جيم جالتون. جند جيم وبيرني الفنانين. تطوع كريس كليرمونت بسرعة لتجنيد الكُتاب وتنسيق المشروع بأكمله.
إضافة إلى المساهمين الذين تبرعوا بعملهم للمشروع، كذلك فعلت مصممة الشعارات جانيت آرت وطاقم إنتاج شركة مارفل للعمل؛ بينما تبرعت شركة كرتس سايكليشن (بالإنجليزية: Curtis Circulation) وجميع موزعي السوق المباشرين ومحلات الكوميكس المتخصصة بأرباحهم.

## حبكة الكتاب
يبدأ الكتاب الهزلي مع راشيل سمرز وهي تُخرِج رأسها من الإكس مانشن، مقر الإكس مان (بالإنجليزية: X-Mansion) لتلتقط البريد، لترى مشهدًا مروعًا، يندفع الإكس مان إلى المدخل ليروا أنه قد جرى نقل القصر بطريقة ما إلى وسط صحراء قاحلة.
بعد استعادة ساعي البريد وعيه، يشعر ولفرين (بالإنجليزية: Wolverine) أن كل شيء ليس على ما يرام، ويخدش وجه ساعي البريد. ليتضح أن كل هذا كان مجرد وهم. يعود الإكس مان إلى عملهم المعتاد بعد هذا الفشل الذريع، ولكن تبدأ الأمور بالانهيار بعد ذلك. واحدًا تلو الآخر، يتعرض الإكس مان لسلسلة من الاعتداءات النفسية، حيث يواجهون أكبر مخاوفهم اللاواعية.
كان كولاسس (بالإنجليزية: Colossus) «من رَسْم بارين وأوستن» أول من عانى من الاعتداءات النفسية، إذ شاهد أشباح زملائه الفولاذيين في الفريق وهم يسخرون منه، وهذا أكثر مما يستطيع تحمله، حتى بات يلتف بوضعية الجنين. كما روى كينج وريتسون والمؤلف جيف جونز، تذهب كيتي برايد إلى الثلاجة لتفاجئ بنوع من الشر المميت تحت عباءة. ليكشف مخاوف كيتي من أن تجوع. وكما روى بيل مانتلو، وتشارلز فيس، وجون جي موث، وجد الزاحف الليلي (بالإنجليزية: Nightcrawler) أن كيتي تحولت إلى ساحرة عفريتة عجوز، مما أدى إلى تجربته الخاصة في التركيز على الصور المسيحية والمعضلات الأخلاقية. يُعرض على كورت فرصة التضحية بنفسه حتى يتمكن شخص آخر من استنشاق الهواء وأكل الطعام الذي يريده. يرفض كورت ويرى نفسه جبانًا.
يقع ماغنيتو كثاني ضحية للهجوم الروحي بفضل مور وريتشارد كوربن، حيث يُعرض عليه لمحة عن عالم تحقق فيه حلمه بالتفوق المتحور، وهذا ليس كل ما اتضح. عادت راشيل إلى ماضيها، حيث واجهت حشدًا من كلاب الصيد الشبيهة بالطفرات، لتذكيرها بدورها في هذا المستقبل البائس. يجب أن يواجه ولفيرين من تأليف إليسون وميلر وسينكيويكز التوتر بين الجانبين البشري والحيواني. يصور كل من كليرمونت وبريان بولاند وبي كريج راسل ستورم (بالإنجليزية: Storm) في مواجهة مدير حلبة كرنفال، ويحاصرها في منزل من المرايا وتظهر لها صور مختلفة لنفسها المحتملة وكل صورة مشوهة أكثر من سابقتها. تنجذب أورورو (بالإنجليزية: Ororo) إلى ألعاب الكرنفال المجنونة، وفي أول تعبير ملموس لموضوع القصة، تدرك أنه من الخطأ إهدار الطعام. بعد أن هزمت المهاجم النفساني من طريق إطعام فطائر كريمية وهمية لأشخاص وهميين، تعود ستورم إلى زملائها في الفريق لمناقشة ما حدث. بإذن من رايشل يتتبع إكس مان الوجود النفساني الذي كان يضايقهم في قارة إفريقيا. ثم يحلقون بطائرتهم البلاك بيرد (بالإنجليزية: Blackbird) إلى حيث بدأ كل شيء، حين تقابلهم مشاهد فظيعة طغى عليها الحرمان. لم يمض وقت طويل حتى وصل أسطول من طائرات النقل «C-130 Hercules» مليئًا بالإمدادات، ويساعد الإكس مان في توزيعها.
شعرت روغ (بالإنجليزية: Rogue) بالإحباط الشديد في تلك الليلة، لأنها لم تأخذ دورها في العقاب النفسي، قررت بعدها أن تُطارد بنفسها. تتسلل بعدها حول موقع المخيم لسرقة قوى زملائها في الفريق. وباستخدام القوى الروحية لراشيل سمرز، تتبع الهجينة روغ أحد الإكس مان المتحرشين إلى مخبأ صحراوي، وعند دخول القبو، تهاجم الصورة الرمزية للكائن النفسي روغ. لا تسير الأمور على ما يرام بالنسبة إلى روغ عندما تقدم ستورم المساعدة، ويُكْشَف «الكيان» على أنه قوة إله بدائية تتغذى على اليأس البشري. واحدًا تلو الآخر، يستيقظ رجال الإكس مان من غيبوبتهم التي يسببها المارقة وينضمون إلى المعركة.
هزم الإكس مان الكيان أخيرًا وعادوا إلى موقع المخيم، واستأنفوا المهمة الهائلة المتمثلة في إطعام اللاجئين الجوعى. يدركون أن معركتهم مع الكيان كانت استعارة لمحاربة المجاعة وأي صراع بشري حقيقةً. تُعرِب كيتي عن مخاوفها من أن الكيان قد نجا من المعركة ومستعد للضرب مرة أخرى، لكن ولفيرين يريحها بكلمات مفعمة بالامل.